# Division I 1998-1999
La Division I 1998-1999 è stata la 96ª edizione della massima serie del campionato belga di calcio disputata tra il settembre 1998 e il maggio 1999 e conclusa con la vittoria del KRC Genk, al suo primo titolo.
Capocannoniere del torneo fu Jan Koller (Lokeren), con 24 reti.

## Formula
Come nella stagione precedente le squadre partecipanti furono 18 e disputarono un turno di andata e ritorno per un totale di 34 partite.
Le ultime 2 classificate retrocedettero in Division 2.
Le società ammesse alle coppe europee furono sei: la squadra campione si qualificò alla UEFA Champions League 1999-2000, seconda e terza più la vincitrice della coppa nazionale alla Coppa UEFA 1999-2000 e altre due squadre alla coppa Intertoto 1999.

## Classifica finale
|    | Classifica      | G  | V  | N  | P  | GF | GS | Dif | Pt |
| -- | --------------- | -- | -- | -- | -- | -- | -- | --- | -- |
| 1  | KRC Genk        | 34 | 22 | 7  | 5  | 74 | 38 | +36 | 73 |
| 2  | Club Bruges     | 34 | 22 | 5  | 7  | 65 | 38 | +27 | 71 |
| 3  | Anderlecht      | 34 | 21 | 7  | 6  | 76 | 39 | +37 | 70 |
| 4  | R.E. Mouscron   | 34 | 19 | 9  | 6  | 76 | 47 | +29 | 66 |
| 5  | Lokeren         | 34 | 17 | 6  | 11 | 69 | 61 | +8  | 57 |
| 6  | Standard Liegi  | 34 | 17 | 3  | 14 | 55 | 47 | +8  | 54 |
| 7  | Lierse          | 34 | 16 | 6  | 12 | 72 | 47 | +25 | 54 |
| 8  | Gent            | 34 | 14 | 10 | 10 | 55 | 59 | -4  | 52 |
| 9  | Sint-Truiden    | 34 | 14 | 9  | 11 | 52 | 46 | 6   | 51 |
| 10 | Germinal Ekeren | 34 | 14 | 7  | 13 | 48 | 46 | +2  | 49 |
| 11 | Harelbeke       | 34 | 10 | 11 | 13 | 44 | 46 | -2  | 41 |
| 12 | Westerlo        | 34 | 11 | 7  | 16 | 56 | 62 | -6  | 40 |
| 13 | Eendracht Aalst | 34 | 9  | 8  | 17 | 48 | 66 | -18 | 35 |
| 14 | Charleroi       | 34 | 7  | 11 | 16 | 40 | 54 | -14 | 32 |
| 15 | KSK Beveren     | 34 | 8  | 6  | 20 | 33 | 60 | -27 | 30 |
| 16 | KFC Lommel      | 34 | 7  | 7  | 20 | 33 | 56 | -23 | 28 |
| 17 | KV Kortrijk     | 34 | 6  | 7  | 21 | 49 | 81 | -32 | 25 |
| 18 | KV Oostende     | 34 | 4  | 10 | 20 | 27 | 79 | -52 | 22 |

### Verdetti
- KRC Genk campione del Belgio 1998-99.
- KV Kortrijk e KV Oostende retrocesse in Division II.